# Gościcino
Gościcino is een plaats in het Poolse district  Wejherowski, woiwodschap Pommeren. De plaats maakt deel uit van de gemeente Wejherowo en telt 5231 inwoners.

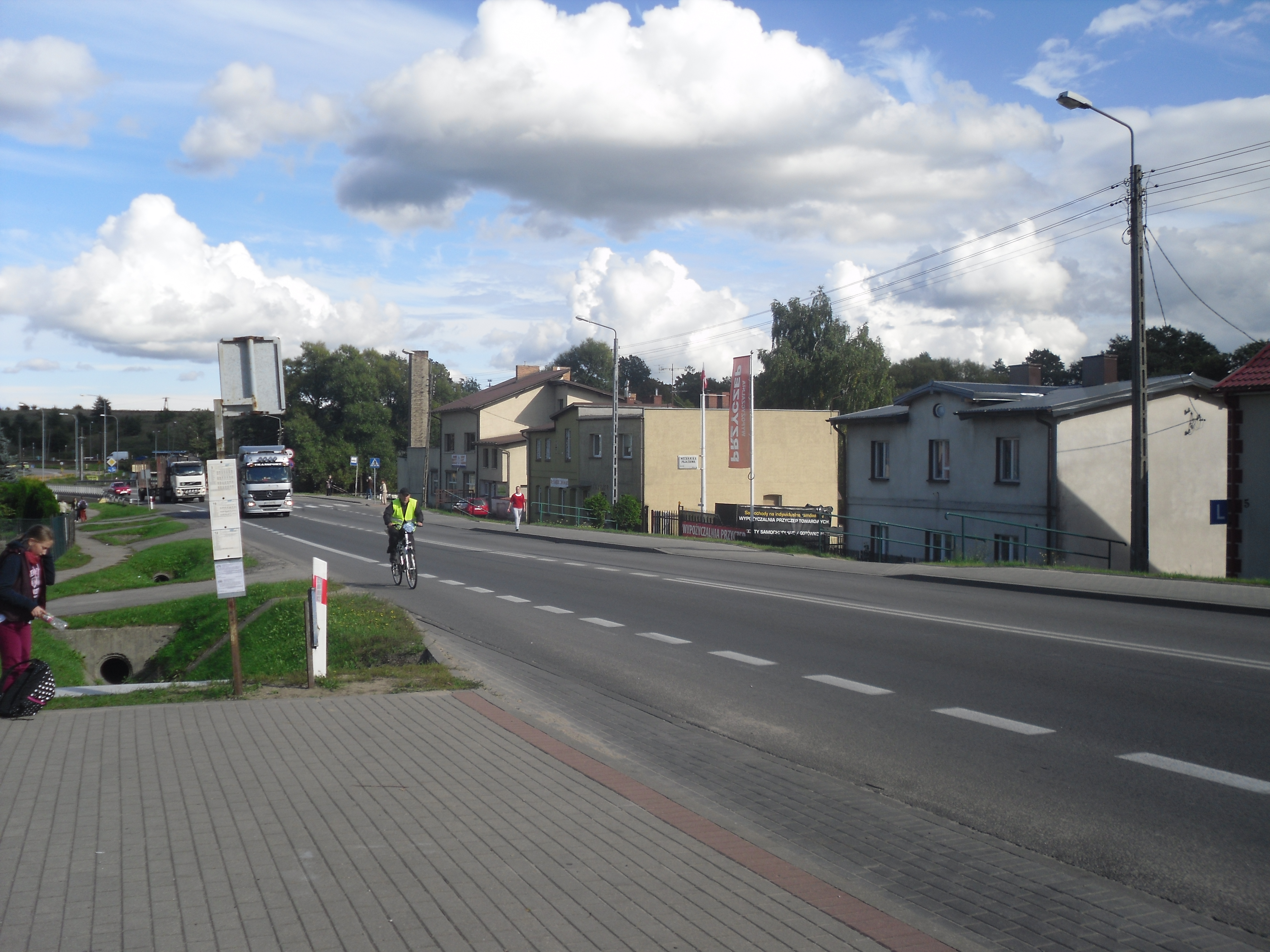